# Teoría de la atribución
La teoría de la atribución es una teoría de la psicología social desarrollada fundamentalmente por el psicólogo Fritz Heider en su obra de 1958 The Psychology of Interpersonal Relations (La Psicología de las Relaciones Interpersonales). Heider la definió como un método para evaluar cómo la gente percibe su propio comportamiento y el de los demás.

## Fundamentos
La teoría de la atribución de Heider trata de analizar cómo explicamos el comportamiento de las personas, y los acontecimientos de la vida, que en psicología social recibe el nombre de proceso atributivo. Para Heider, tendemos a atribuir la conducta de los demás a una de entre dos causas posibles: una causa interna (rasgos de personalidad, inteligencia, motivación, etc.) o una causa externa (suerte, situación, acciones de terceras personas...).

## Elementos
- Locus Interno o Externo. Esta propiedad está, según Heider, íntimamente relacionada con la autoestima del individuo. Un sujeto que efectúe atribuciones internas a sus éxitos ganará en motivación y autoestima. Un individuo que atribuya sus fracasos a factores personales sufrirá un notable descenso de autoestima. El locus es externo cuando el éxito o el fracaso de la tarea son ajenos al sujeto, se deben a causas externas como podría ser la dificultad de la actividad realizada.
Por ejemplo si un joven gana en una competición de carreras, se podría decir que fue porque entrenó mucho y se preparó con constancia. Esto sería una atribución interna. Sin embargo si se atribuye el hecho de que el joven haya ganado la competición a que no hubo competencia, que los demás participantes no se encontraban preparados, entonces sería una atribución externa.[4]

- Estabilidad. Con este término nos estamos refiriendo a la valoración del sujeto acerca de la relativa estabilidad o inestabilidad en el tiempo del problema al que se está enfrentando. Si el sujeto atribuye su fracaso a factores que juzga estables en el tiempo (por ejemplo, la dificultad de una carrera), su motivación de logro descenderá.

- Controlabilidad. Si el individuo estima que su fracaso se debe a factores que no dependen de él (si por ejemplo, piensa que es una persona con mala suerte), su motivación de logro disminuirá.

Kelley habla de otros tres componentes que hay que tener en cuenta en los procesos de atribución: distintividad, consenso y consistencia. Un sujeto sin una especial afinidad por el jazz, atribuirá el embelesamiento de Juan en un concierto de jazz a rasgos internos ("A Juan le gusta el jazz") antes que a rasgos de la situación, pues la conducta de Juan es consistente (siempre queda embelesado en los conciertos de jazz), pero no goza de consenso (no a todo el mundo le gusta el jazz) ni está asociaciada distintivamente a este concierto en particular.

## Influencia
La teoría de la atribución de Heider ha constituido un importante marco teórico para la investigación psicosocial desde su formulación, y ha dado pie a algunas de las teorías y experimentos más conocidos en el campo, como la teoría del Error fundamental de atribución de Lee Ross, la Teoría de la disonancia cognitiva de Leon Festinger o los experimentos sobre la obediencia de Stanley Milgram.
Otros autores como Stephen P. Robbins, Harold Kelley, que se basa en el modelo de covariación, Bernard Weiner y Edward E. Jones también han tratado la teoría de la atribución.